# Азер Худієв
Азер Худаяр оглу Худієв (азерб. Azər Xudiyev) — азербайджанський дипломат. Народився в Азербайджані, місто Баку. Надзвичайний і Повноважний Посол Азербайджану в Україні.

## Біографія
У 1997 році закінчив Азербайджанський технічний університет, факультет інженерії наземних транспортних засобів. Згодом факультет Адміністративного управління Академії державного управління при Президентові Азербайджану (1997—2001); факультет міжнародних відносин Дипломатичної Академії при Міністерстві закордонних справ України (2009—2011); Академічні курси стратегічних досліджень і управління Державної оборони, Військова Академія Збройних Сил Азербайджану (2011); Чорноморська програма безпеки, Гарвардський університет, Школа уряду Кеннеді (2015); Чорноморська програма безпеки, Гарвардський університет, Школа уряду Кеннеді (2016). Володіє іноземними мовами: російська, англійська, словацька, сербська та хорватська.

### Державна служба
У 1996—1997 — консультант, відділення біженців і вимушених переселенців, Апарат голови Виконавчої влади Хатаїнського району
У 1997—1998 — старший консультант, Відділення територіальної Адміністрації, Апарат голови Виконавчої влади Хатаїнського району
У 1998—1999 — керівник відділу по роботі з політичними партіями та громадськими об'єднаннями, Апарат голови Виконавчої влади Хатаїнського району
У 2021—2022—замісник директора Державного податкового університету (м. Ірпінь)
З 2022-го року і до тепер — віце-президент по організаційній роботі та міжнародних зв'язках в Академії фінансового управління Міністерства фінансів України

### Дипломатична робота
У 2000—2003 — Третій секретар, Відділення Державного протоколу Міністерства закордонних справ Азербайджанської Республіки
У 2003—2005 — Другий секретар, керівник Молдовського офісу Посольства Азербайджанської Республіки України
У 2005—2007 — Перший секретар, Перше територіальне відділення Міністерства закордонних справ Азербайджанської Республіки
У 2007—2008 — Перший секретар, Посольство Азербайджанської Республіки в Королівстві Малайзії
У 2008—2010 — Перший секретар Другого територіального відділення Міністерство закордонних справ Азербайджанської Республіки
У 2010—2012 — завідувач відділення — головний координатор Другого територіального відділення, Друге територіальне відділення Міністерства закордонних справ Азербайджанської Республіки
У 2012 році — Тимчасовий Повірений в Люблянському офісі Посольства Азербайджанської Республіки в Австрії, Словенії та Словацькій Республіці..
6 вересня 2016 року — призначений Указом Президента Азербайджану Ільхама Алієва Надзвичайним і Повноважним Послом Азербайджану в Києві.
28 вересня 2016 року — вручив копії вірчих грамот Міністерству закордонних справ України.
26 жовтня 2016 року — вручив вірчі грамоти Президенту України Петру Порошенку.

## Особисте життя
Одружений, має чотирьох дітей.